# 屈原文艺创作奖
屈原文艺创作奖是由湖北省政府设立的最高官方综合文艺奖项，1988年设立，与奖励35岁以下人才的金凤青年文艺奖同时创立，每三年评选一次。1989年举办了首次评奖，168部文学作品、97件艺术作品参选，最终电视剧《工程师们》、京剧《膏药章》、壁画《火中凤凰》、摄影《长江女神——白鳍豚》、壁画《火中凤凰》、小说《烦恼人生》、《百年风流》、文学批评著作《小说24美》获奖。在前四届评奖中，戏剧、小说是强项，美术、音乐等门类也有进步，美术作品《火中凤凰》、《周韶华世纪风画集》、歌曲《三峡，我的家乡》等产生了全国影响。许多作品着重反应改革开放以来的历程，尤其是关注三峡大江截流、抗洪抢险的作品占了很大比例。许多作品体现出荆楚文化的特点。